# 1791

## Събития
- В Русия е създадена Линия на уседналост, само в рамките на която е разрешено заселването на евреи.
- 29 декември – подписан е Яшкият мирен договор.

## Родени
- 15 януари – Франц Грилпарцер, австрийски поет и драматург († 1872 г.)
- 15 февруари – Франческо Хайес, италиански художник
- 15 февруари – Франческо Айец, италиански художник
- 27 април – Самюъл Морз, американски художник
- 20 юни – Томас Едуард Боудич, английски изследовател
- 14 септември – Франц Боп, немски езиковед
- 12 декември – Мария-Луиза Австрийска, императрица на Франция, херцогиня на Парма и Пиаченца
- 26 декември – Чарлз Бабидж, британски математик

## Починали
- 2 март – Джон Уесли, Основател на Методистката църква
- 5 октомври – Григорий Потьомкин, руски княз и държавник
- 5 декември – Волфганг Амадеус Моцарт, композитор